# Hakim Ben Hammouda
Pour les articles homonymes, voir Ben Hammouda.
Hakim Ben Hammouda (arabe : حكيم بن حمودة), né le 7 août 1961 à Jemmal, est un économiste tunisien.
Il occupe le poste de ministre des Finances entre 2014 et 2015.

## Biographie

### Formation
Il est titulaire d'un diplôme d'études approfondies en sciences économiques en 1985 et d'un doctorat en économie en 1990 de l'université de Grenoble-II ainsi que du diplôme national d'habilitation à diriger la recherche, remis par la même université en février 1999.
Réussissant à combiner, recherche académique et appui technique opérationnel, il détient une expérience significative sur les questions de développement et de gouvernance économique mondiale ; il se voit souvent invité par des médias nationaux ou internationaux.

### Carrière
Il travaille au Programme des Nations unies pour le développement puis intègre la Commission économique pour l'Afrique, en tant que directeur du bureau en Afrique centrale (2001-2003), directeur de la division commerce et intégration régionale (2003-2006), économiste en chef et directeur du département commerce, finance et développement économique (2006-2008). Il devient ensuite directeur de l'Institut de formation et de la division de la coopération technique à l'Organisation mondiale du commerce (2008-2011) et conseiller spécial du président de la Banque africaine de développement en 2011.
Il enseigne régulièrement l'économie internationale et l'économie du développement dans plusieurs universités. Lors du sommet de l'Union africaine (UA), tenu à Accra en juillet 2007, il est nommé par le président en exercice de l'UA, John Kufuor, comme membre du « panel d'éminents Africains » composé de treize hautes personnalités dont l'ancien secrétaire exécutif de la CEA, Adebayo Adedeji (en), et l'ancien envoyé spécial du président de l'UA en Mauritanie, Vijay Makane. Ce panel a pour mission d'auditer l'organisation et de proposer des « stratégies pour son renforcement » ; le rapport d'audit est soumis aux chefs d'État de l'UA lors du sommet d'Addis-Abeba en janvier 2008.
Le 29 janvier 2014, il devient ministre de l'Économie et des Finances dans le gouvernement de technocrates mené par Mehdi Jomaa.
Le 28 novembre 2022, il est interdit de voyager sur décision du juge d'instruction au tribunal de première instance de Tunis en raison de son éventuelle implication dans une affaire de complot contre la sûreté de l'État, décision révoquée le 6 juin 2023.

## Distinctions
Il reçoit, le 9 juin 2007 à Indianapolis (États-Unis), le prix Alan-Powell pour sa contribution à la réflexion sur le commerce et l'économie internationale. Ce prix annuel représente la plus haute distinction de la discipline. C'est la première fois qu'il est remporté par un chercheur originaire d'un pays en développement. Le 12 février 2015, lors d'une cérémonie organisée au palais présidentiel de Carthage, il reçoit des mains du président de la République tunisienne les insignes de commandeur de l'Ordre de la République tunisienne.

## Publications
Se définissant comme néokeynésien, Hakim Ben Hammouda est l'auteur ou coauteur de nombreux rapports d'expertises économiques, plus d'une vingtaine d'ouvrages et une cinquantaine d'articles dans des revues scientifiques internationales à comité de lecture, dans les domaines de l'économie internationale et du développement. Il publie par ailleurs des chroniques régulières dans l'hebdomadaire Réalités et sur le site Leaders ; celles-ci sont également disponibles sur son blog.
Plus généralement, ses derniers travaux académiques s'intéressent principalement aux déterminants de la croissance et à l'impact de la crise économique pour les économies émergentes. Il publie en mars 2008 un ouvrage de référence sur la crise aux éditions Ellipses, qui contredit la thèse de la déconnexion des cycles économiques entre les pays développés et les pays émergents. Son dernier ouvrage publié en 2010, Crise... naufrage des économistes ? : enquête sur une discipline en plein questionnement coécrit avec Nassim Oulmane et Mustapha Sadni Jallab et publié par les éditions De Boeck, a reçu en avril 2011 une mention d'honneur lors de la remise du prix Turgot qui récompense chaque année le meilleur livre d'économie financière. Son ouvrage publié en 2011, Le G20 et les défis de la gouvernance globale, reçoit en avril 2012 une mention d'honneur au prix de la francophonie FFA-Turgot.
- Burundi. Histoire économique et politique d'un conflit, Paris, Éditions L'Harmattan, 1995 (ISBN 2-7384-3443-6).
- Tunisie. Ajustement et difficulté internationale, Paris, Éditions L'Harmattan, coll. « Forum du tiers-monde », 1995, 207 p. (ISBN 2-7384-3569-6, lire en ligne).
- L'économie politique du post-ajustement, Paris, Éditions Karthala, coll. « Économie et développement », 1999, 393 p. (ISBN 2-86537-914-0, lire en ligne).
- Les pensées uniques en économie, Paris, Éditions L'Harmattan, coll. « Forum du tiers-monde », 2000, 304 p. (ISBN 2-7384-5455-0, lire en ligne).
- Afrique. Pour un nouveau contrat de développement, Paris, Éditions L'Harmattan, 2000, 312 p. (ISBN 2-7384-8605-3, lire en ligne).
- L'avenir de la zone franc, Paris, Éditions Karthala, coll. « Bibliothèque du Codestria », 2001, 515 p. (ISBN 2-84586-184-2)coécrit avec Moustapha Kassé
- Repenser Bretton Woods. Réponses africaines, Paris, Éditions Karthala, coll. « Bibliothèque du Codestria », 2002, 316 p. (ISBN 2-84586-193-1)coécrit avec Moustapha Kassé
- Les économies de l'Afrique centrale, Paris, Maisonneuve et Larose, coll. « Économie et développement », 2002, 167 p. (ISBN 2-7068-1627-9).
- Crise globale. Un regard du sud, Paris, Maisonneuve et Larose, coll. « Monde Africain », 2002, 221 p. (ISBN 2-7068-1626-0).
- 100 mots pour comprendre le développement, Paris, Maisonneuve et Larose, 2003, 218 p. (ISBN 2-7068-1650-3).
- Le NEPAD et les enjeux du développement en Afrique : [contributions d'un colloque, Yaoundé, avril 2002], Paris, Maisonneuve et Larose, 2003, 283 p. (ISBN 2-7068-1669-4).
- L'intégration régionale en Afrique centrale : bilan et perspectives, Paris, Éditions Karthala, coll. « Hommes et sociétés », 2003, 167 p. (ISBN 2-84586-359-4, lire en ligne)coécrit avec Bruno Bekolo-Ebe et Touna Mama
- Bagdad année zéro. Au lendemain de la seconde guerre, Paris, Maisonneuve et Larose, coll. « Signe du Temps », 2003, 248 p. (ISBN 2-7068-1780-1).
- Les transports et l'intégration régionale en Afrique, Paris, Maisonneuve et Larose, 2004, 228 p. (ISBN 2-7068-1854-9).
- L'Afrique et l'OMC, Paris, Maisonneuve et Larose, coll. « Les cent mots clés », 2006, 119 p. (ISBN 2-7068-1923-5).
- La crise. Origines et perspectives, Paris, Éditions Ellipses, 2009, 286 p. (ISBN 978-2-7298-4584-1)coécrit avec Hédi Bchir et Mustapha Sadni Jallab
- Émergence en Méditerranée. Attractivité, investissements internationaux et délocalisations, Paris, Éditions L'Harmattan, 2009, 415 p. (ISBN 978-2-296-10119-7, lire en ligne).
- Crise... Naufrage des économistes ? Enquête sur une discipline en plein questionnement, Paris, Éditions Ellipses, 2009, 286 p. (ISBN 978-2-7298-4584-1)coécrit avec Nassim Oulmane et Mustapha Sadni Jallab
- Le G20 et les défis de la gouvernance globale, Louvain-la-Neuve, De Boeck, 2011, 223 p. (ISBN 978-2-8041-6630-4 et 2-8041-6630-9)coécrit avec Mustapha Sadni Jallab
- Tunisie. Économie politique d'une révolution, Louvain-la-Neuve, De Boeck, 2012, 191 p. (ISBN 978-2-8041-6633-5).
- À quoi rêve un Oriental, Paris, Éditions du Cygne, 2012, 201 p. (ISBN 978-2-84924-250-6).
- Chroniques d'un naufrage économique mondial (2008 : La débâcle), Paris, Éditions du Cygne, 2014, 104 p. (ISBN 978-2-84924-350-3).
- Les nouveaux orientalistes, Tunis, Éditions Arabesques, 2016.
- Chronique d'un ministre de transition, Tunis, Cérès, 2016[15].
- Sortir du désenchantement : des voies pour renouveler le contrat social tunisien, Tunis, Nirvana, 2019[16].
- Post globalisation au post temps du COVID-19 : le contrat social dans le monde d'après, Tunis, Nirvana, 2021.